# Missa de camp
La Missa de camp (en txec Polní mše), H. 279, és una cantata en llengua txeca per a baríton, cor masculí i orquestra, composta per Bohuslav Martinů el 1939 a París. El llibret escrit per Jiří Mucha no segueix el text de la missa tradicional, però està basat en textos de salms i litúrgia txeca. Es va estrenar el 28 de febrer de 1946 a Praga.
Va ser escrit per honrar els voluntaris txecs que lluitaven a l'⁣exèrcit francès. El llibret no segueix un text de missa tradicional sinó un llibret lliure escrit per Jiří Mucha a partir de textos del salm i textos litúrgics. Estructurada en cinc parts, l'obra està escrita per a un cantant baríton, cor masculí, instruments de vent, piano, harmònium i percussió.
El coreògraf txec Jiří Kylián va crear el seu ballet per a 12 ballarins, Soldier's Mass, amb aquesta música l'any 1980 amb el Nederlands Dans Theater.
El text és del seu amic i poeta Jiří Mucha, un altre dels emigrants txecs, que cita de forma lliure versos de l'Evangeli segons sant Mateu, dels Llibre dels Salms i aportacions pròpies. El text de Mucha representa un sentinella de guàrdia, parlen de la lluita dels refugiats per la seva pàtria lluny de casa i compara la seva enyorança i el seu patiment amb el que va patir Crist a la creu. Els seus pensaments es dirigeixen cap a la llar mentre demana la protecció divina i expressa una fe en la victòria final. La combinació dels pensaments del soldat amb el llenguatge bíblic fa que la Missa de camp pugui ser considerada un precursor del War Requiem de Britten.

## Representacions
L'obra no va arribar a ser interpretada per al públic al qual estava destinada. França va caure en mans dels nazis la primavera següent, i la seva estrena es va posposar fins al 1946. Va ser presentada a Praga per Rafael Kubelík i el Cor Filharmònic Txec, durant el breu període entre el final de l'ocupació nazi i el cop d'estat comunista de 1948.